# Bois tendre

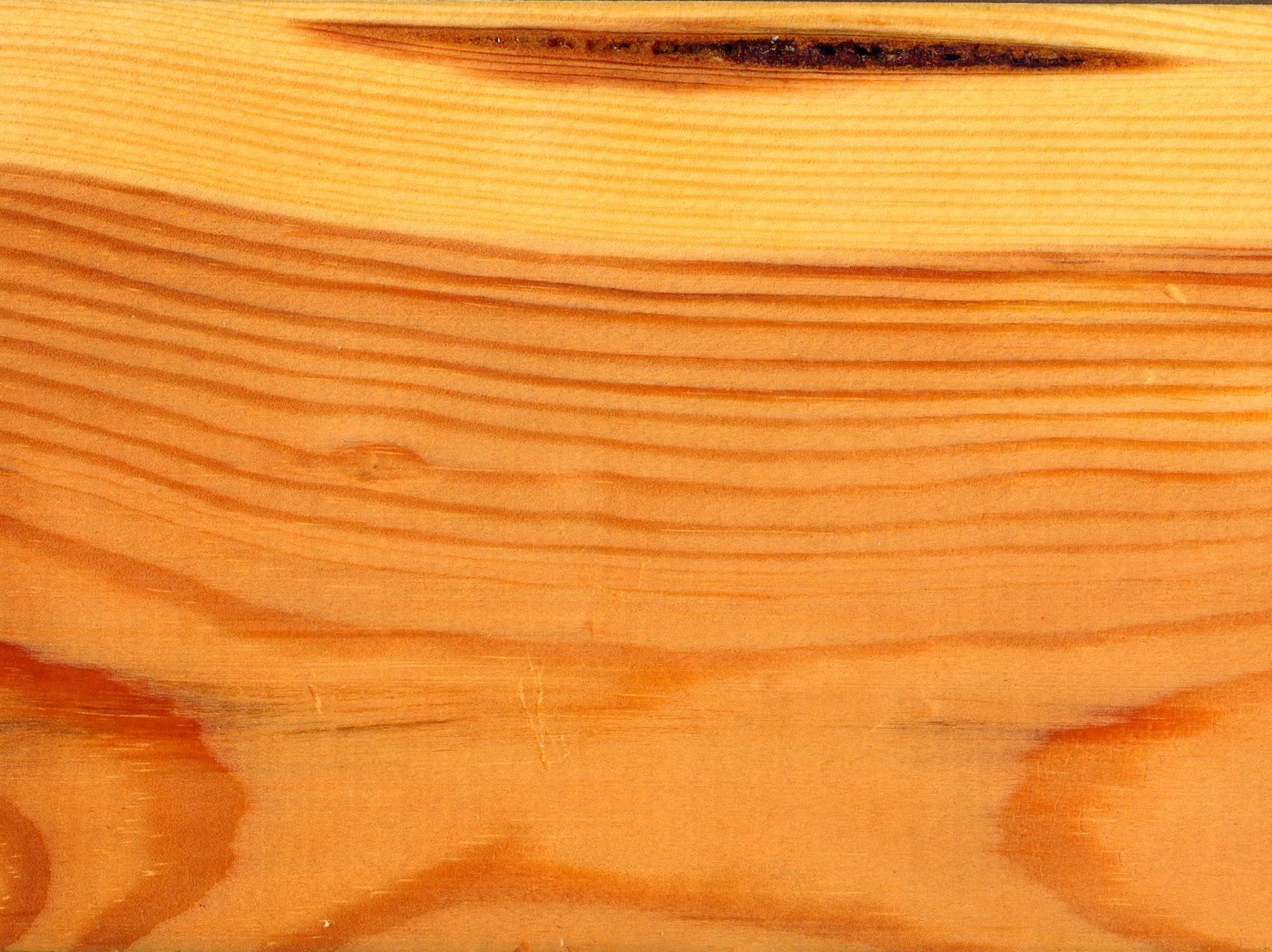
Pin sylvestre, un bois tendre typique

Le bois tendre est un bois issus d'arbres gymnospermes comme les conifères. Les bois tendres sont la source d'approximativement 80 % de la production mondiale de bois d’œuvre, avec des centres traditionnels de production comme la région de la Baltique (incluant Scandinavie et Russie), Amérique du Nord et Chine.
Le terme est opposé à « bois dur », qui est le bois produit à partir des arbres angiospermes. Les bois tendres ne sont pas nécessairement plus tendres que les bois durs. Dans les deux groupes, il existe une énorme variation de dureté réelle du bois ; certains bois durs (comme le balsa) sont plus tendres que beaucoup de bois tendres. Cependant les bois durs les plus durs sont beaucoup plus durs que n'importe quel bois tendre. D'autre-part, le bois issu du pin des marais, du douglas, ou de l'if est beaucoup plus dur (au sens mécanique du terme) que beaucoup de bois durs.
Ce bois est homoxylé (du grec ancien ὁμός / homós, semblable et ξὐλον / xýlon, bois), c'est-à-dire constitué chez les conifères presque uniquement de trachéides (plus de 90 % du bois) qui remplissent la double fonction de conduction de la sève brute et de soutien mécanique. Les trachéides desséchées sont à l'origine des échardes de ce bois fibreux.